# 白毛野丁香
白毛野丁香（学名：Leptodermis rehderiana）为茜草科野丁香属下的一个种。

## 扩展阅读
- 維基物種上的相關：白毛野丁香